# Nậm Mỳ
Nậm Mỳ là một con sông đổ ra Nậm Ngà, chảy tỉnh Lai Châu và Điện Biên, Việt Nam.
Sông có chiều dài 10 km và diện tích lưu vực là 60 km². Nậm Mỳ bắt nguồn từ phía nam xã Tà Tổng huyện Mường Tè tỉnh Lai Châu, chảy qua xã Mường Toong huyện Mường Nhé tỉnh Điện Biên thì đổ ra Nậm Ngà 

## Chỉ dẫn
1. ↑  Trong tiếng Thái-Tày "Nậm" có nghĩa là nước, sông, suối.